# 철학 강요
⟪철학강요⟫(Enzyklopädie der philosophischen Wissenschaften im Grundrisse)는 독일의 철학자 게오르크 빌헬름 프리드리히 헤겔의 저작이다.

## 역사
이 책은 헤겔이 자기의 철학적 체계를 개설(槪說)한 것인데, 하이델베르크 대학의 교수로서 청강생에게 강의 개요를 제시할 목적으로 쓰여진 것이다. 이미 뉘른베르크의 김나지움에 재직하였을 때부터 자기의 철학적 체계에 대한 구상을 굳혀서 ⟪대논리학⟫을 완성하였지만 그 체계의 전체적인 서술은 용이하게 실현되지 못한 채 10년이 지나서야 겨우 그 요강을 제시하는 본서를 저술하였던 것이다.
《철학 강요》의 초판은 1817년 하이델베르크에서 나왔다. 헤겔이 베를린대학의 교수였던 시기인 1827년에는 대량으로 증보되어 2판이 나왔다. 3판은 1830년에 나왔다. 오늘날 보편적으로 사용되는 텍스트는 물론 제3판이지만 3분법(三分法)을 완성하지 못한 초판과는 상당한 차이점이 있다.
엔치클로페디(Enzyklopädie)라는 말은 〈프랑스 백과전서〉의 의미에서 유래했다. 그러나, 《철학 강요》는 ‘개념에 의해 규정된 상호 관련된 내용’을 다루는 것이기에, 수록된 내용 사이에 논리적 연관이 존재하지 않는 백과와는 그 차이점을 보이고 있다.
초판이 간행된 후 독일 지역의 대학가에서 헤겔 철학에 동조하는 인원이 급증하였다.

## 헤겔의 문제 인식
헤겔에 선생한 철학자로 칸트, 피히테, 셸링이 있었다.
칸트의 선험적 관념론은 인간의 인식 능력이 현상계 구성문에 기초할 수밖에 없으며, 물자체(物自體)의 진위를 파악할 수 없는 동시에, 그것이 인식권 내에 진입할 수 없다는 입장을 내보였다. 이는 사실상의 불가지론으로 인간이 갖고 있는 역동적인 이성 능력에 한계를 부여한 것이나 다름이 없었다.
피히테는 칸트 이래 이어진 물자체에 관한 담론이 무의미하다고 하였고, 사유의 유일한 존재 형태로서 행적 자아(行的自我) 외에는 존재하지 않는다고 주장했다. 피히테의 해석은 인간 인식에서 자연의 역할을 사실상 무시한 것과 다름이 없었는데, 헤겔은 이와 같은 사고가 지극히 주관적인 관념론에 불과하다는 결론을 내렸다.
헤겔은 칸트와 피히테의 한계를 인식하고, 결과적으로 자연과 정신이 하나의 절대자 안에 내재하는 정적/동적 상태라는 셸링의 동일철학(同一哲學)에 긍정한 후 동일철학에서 제기되는 문제를 열거함으로써 문제 의식에 대한 해법을 제시한다.

## 내용
헤겔은 그의 전체계(全體系)를 이념의 전개로서 논술하고 '논리학' '자연철학' '정신철학' 등 3부로 나누었다.
제1부 '논리학'은 '즉자적(卽自的)이면서 대자적(對自的)인 이념의 학문'이고, 유론(有論)·본질론·개념론으로 되어 있는데 별도 저서인 ⟪대논리학⟫의 요약이다.
제2부 '자연철학'은 '타재(他在)에 있어서의 이념의 학문'인데, 개별화의 규정은 '역학(力學)'으로, 특수성의 규정은 '물리학'으로, 주체성의 규정은 '유기학(有機學)'으로 전개되어 있다. 이념은 자기의 밖으로 나와야 현실적이 되는 것이어서 우리는 자연에 있어서도 이념의 전개를 볼 수 있지만, 거기에서 이념은 본래의 양상을 상실한 형태로 존재할 뿐이다. 따라서 이와 같은 현실은 불완전한 것으로 기계적 필연성과 우연성만이 지배하여 인간적 자유와는 무연(無緣)한 것이라고 하였다.
제3부 '정신철학'은 '타재(他在)로부터 자기 속으로 돌아오는 이념의 학문'인데 개인의 자연적 의식이 점점 고차원(高次元) 단계로 발전함으로써 각각 심(心)·의식·정신을 다룬 인간학·정신현상학(이 정신현상학은 별저 ⟪정신 현상학⟫과 무관계한 것은 아니나 의도와 내용이 상당히 다르게 되어 있다)·심리학의 3부로 된 '주관적 정신'과 객관적으로 실현된 정신을 다루어 법·도덕·인륜의 3부로 된 '객관적 정신'(이것을 상술한 것이 후에 나온 ⟪법철학⟫이다), 다시 정신의 최고 발전 단계로서 정신이 완전히 자유롭게 되어 절대자의 파악이 각각 직관·감정 내지 표상·사유에 의해 성립되는 예술·종교·철학을 다루는 '절대적 정신'으로 되어 있다.

## 번역본
- 서동익 역. 《철학강요》. 을유문화사. ISBN 978-89-32420-56-1.